# Companhia Geral das Pescas do Reino do Algarve
Os pescadores da região algarvia são referenciados na História portuguesa devido à pesca da baleia, que interessava, sobretudo, aos pescadores de Lagos, que viram ser reconhecidos os seus privilégios como grandes baleeiros em Março de 1359. Os grandes centros piscatórios e mercantis do Algarve eram, sem dúvida, Faro e Tavira, dois portos que não tinham deixado de manter um proveitoso comércio marítimo à distância com o mundo muçulmano, que não terá diminuído com a dominação cristã. 
Na segunda dinastia, nos reinados de D. João I, D. Duarte e D. Afonso V, o papel de destaque das actividades piscatórias na economia nacional manteve-se, possibilitando a exportação do peixe.
Neste período, no Algarve, pescava-se atum e recolhia-se coral, enquanto a pesca da baleia, que noutros tempos fora importante, tendia a desaparecer. Mais tarde, com D. João II, a pesca, a par de outras indústrias nacionais, entrou em decadência. Posteriormente, no tempo dos Filipes (1580-1640), esta crise foi de novo notória, devido aos ataques de pirataria e ao posterior aumento dos impostos. Apesar disso, no Algarve, o arrendamento régio de armações para a pesca do atum continuava a ser um negócio lucrativo.
Com o Marquês de Pombal, tentou-se desenvolver um plano de fomento das pescas, sendo então fundada a Companhia Geral das Pescas do Reino do Algarve, a 15 de Janeiro de 1773, à qual foi concedido o exclusivo da pesca do atum e da corvina por um período de doze anos. Esta Companhia também se dedicava à pesca de sardinha, à recolha de coral e à pesca de anzol e rede na Ericeira.
Em 1825, os seus privilégios foram renovados por mais dez anos, pois tornara-se muito útil na estabilização da pesca do atum.
A pesca da baleia, iniciada em meados do século XVII na capitania da Baía, em regime de monopólio, justificou a criação de uma companhia monopolista análoga à da pesca do atum em 1765.
O Marquês de Pombal decidiu também formar a Companhia de Vila Real de Santo António, em 1774, cujos pescadores tiveram isenções régias. Ao mesmo tempo, pretendia anular a acção dos pescadores da povoação de Monte Gordo onde, cerca de duas décadas atrás, eram inúmeras as embarcações portuguesas e espanholas utilizadas na pesca da sardinha.
Esta política, no entanto, não impediu a derrocada das pescas nos finais do século XVIII, como noticiam as Memórias Económicas da Academia das Ciências.
O liberalismo económico veio destronar os privilégios concedidos pela política proteccionista de Pombal e legislar sobre o assunto. Em 1802, um alvará de Maio do príncipe regente D. João tornava livre a actividade da pesca em Portugal. Em 1825, como já se referiu, a Companhia das Pescas algarvia vê renovada a sua licença pelos motivos apontados. Novo decreto, desta feita a partir da Regência da Ilha Terceira, datado de 6 de Novembro de 1830, incentivava a criação de novas sociedades de pescas, o que resultou, por exemplo, na Companhia de Pescarias Lisbonense em 1835. Contudo, esta não foi muito bem sucedida. Em 1866, outras empresas retomavam as pescas a longa distância nos mares do Norte.